# Alfred von Oberndorff

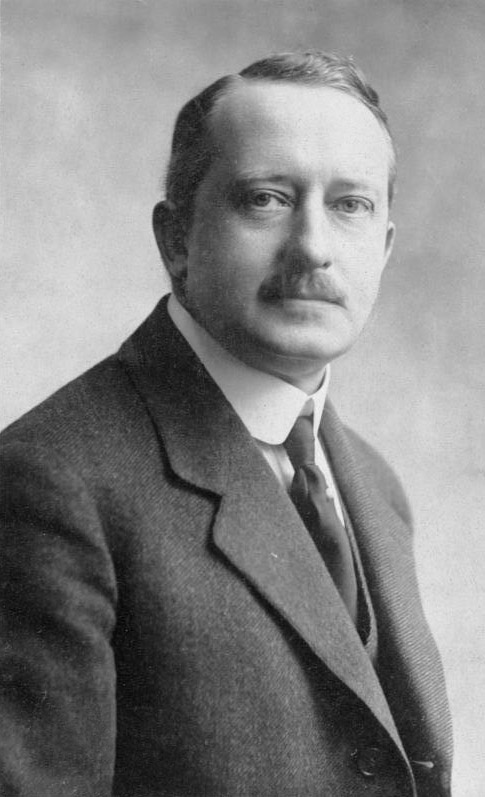
Alfred von Oberndorff 1910

Alfred Maria Fortunatus Franziskus Caesar Graf von Oberndorff (* 9. Dezember 1870 in Edingen; † 16. März 1963 in Heidelberg) war ein deutscher Diplomat. 

## Leben

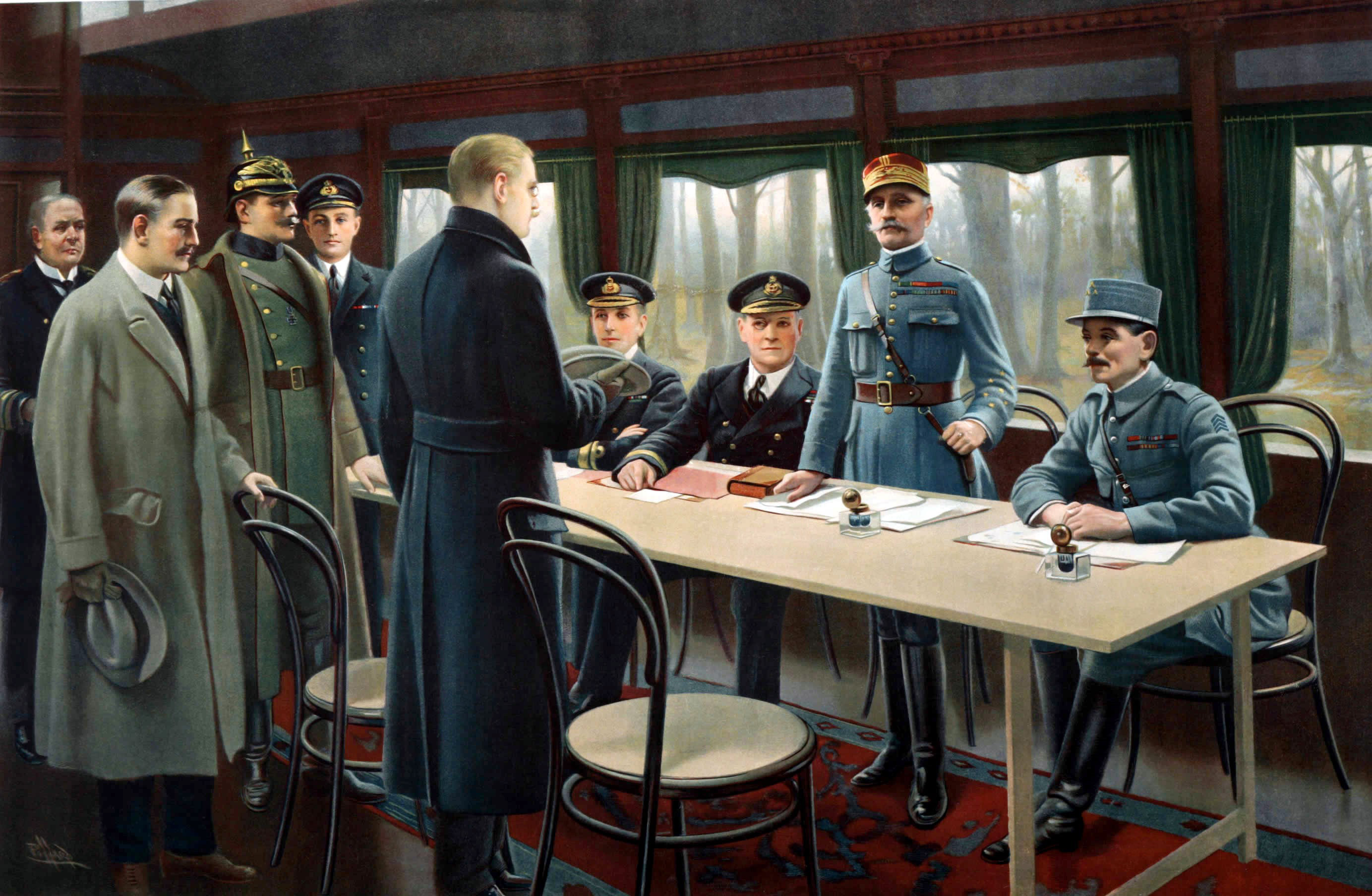
Alfred von Oberndorff (zweiter von links) bei der Verabschiedung nach der Unterzeichnung des Waffenstillstandsabkommens vom 11. November 1918 in einem Eisenbahn-Salonwagen im Wald von Compiègne.

Nach Abschluss des juristischen Studiums und der Promotion zum Dr. iur. an der Universität Heidelberg trat Oberndorff in den auswärtigen Dienst ein. Ab 1900 war er zweiter Botschaftssekretär in Madrid und ab 1905 erster Botschaftssekretär in Brüssel. Als Botschaftsrat ging er 1907 erneut nach Madrid und 1910 nach Wien. In den Jahren 1912 bis 1916 war Oberndorff außerordentlicher Gesandter und bevollmächtigter Minister am königlich norwegischen Hof in Oslo, von 1916 bis 1918 Gesandter in Sofia. 
Oberndorff war Beauftragter der Reichsregierung für Fragen der Außenpolitik und hat am 11. November 1918 den Waffenstillstand von Compiègne mit unterzeichnet. In den Jahren 1920 und 1921 war er der erste deutsche Geschäftsträger in Warschau. Auf eigenen Wunsch wurde er im Februar 1921 wieder abberufen und nach der Versetzung in den Ruhestand endete seine diplomatische Laufbahn im Juli 1933. 
Als Gründungsmitglied der deutsch-französischen Studienkommission setzte er sich in den 1920er Jahren für eine Annäherung von Deutschland und Frankreich ein.
Graf von Oberndorff ist im Familiengrab in Neckarhausen beerdigt.